# Pinnow (Brandenburg)
Pinnow település Németországban, azon belül Brandenburgban. Lakosainak száma 885 fő (2023. december 31.). Pinnow Mark Landin és Angermünde községekkel határos.

## Népesség
A település népességének változása:
| Lakosok száma | 900  | 866  | 886  | 904  | 885  |
|               | 2017 | 2019 | 2021 | 2022 | 2023 |